# Trinity (album)
Trinity je šesti studijski album nizozemske skupine Ekseption. Album vsebuje, poleg avtorskih skladb, tudi predelave skladb L. v. Beethovna, J. S. Bacha in N. Rimski-Korsakova.

## Seznam skladb
Vsi aranžmaji so delo Ricka van der Lindna.
| A stran | A stran                                                                   | A stran |
| Št.     | Naslov                                                                    | Dolžina |
| ------- | ------------------------------------------------------------------------- | ------- |
| 1.      | „Toccata (From Toccata and Fugue in D minor for Pipe Organ)‟ (J. S. Bach) | 5:16    |
| 2.      | „The Peruvian Flute‟ (Peruvian Traditional)                               | 8:04    |
| 3.      | „Dreams‟ (Tony Vos)                                                       | 1:32    |
| 4.      | „Smile‟ (Rick van der Linden)                                             | 2:53    |
| 5.      | „Lonely Chase‟ (Rick van der Linden)                                      | 3:10    |

| B stran | B stran                                                                                      | B stran |
| Št.     | Naslov                                                                                       | Dolžina |
| ------- | -------------------------------------------------------------------------------------------- | ------- |
| 1.      | „Romance (From Romance for violin and Orchestra Nr. 2 in F major, Op. 50)‟ (L. v. Beethoven) | 3:30    |
| 2.      | „Improvisation‟ (Rick van der Linden)                                                        | 9:01    |
| 3.      | „Meddle‟ (Rick van der Linden)                                                               | 1:07    |
| 4.      | „Flight of the Bumble Bee‟ (N. Rimski-Korsakov)                                              | 3:22    |
| 5.      | „Finale III‟ (Rick van der Linden)                                                           | 2:50    |

## Zasedba

### Ekseption
- Pieter Voogt – bobni, tolkala, kitara
- Cor Dekker – bas kitara
- Jan Vennik – saksofon, flavta
- Rick van der Linden – klaviature
- Rein van den Broek – trobenta, krilovka

### Gostje
- Dutch Chamber Choir